# Vanault-les-Dames
Vanault-les-Dames település Franciaországban, Marne megyében. Lakosainak száma 369 fő (2022. január 1.). Vanault-les-Dames Val-de-Vière, Heiltz-le-Maurupt, Saint-Jean-devant-Possesse, Sogny-en-l’Angle, Vanault-le-Châtel és Vernancourt községekkel határos.

## Népesség
A település népessége az elmúlt években az alábbi módon változott:
| Lakosok száma | 410  | 345  | 292  | 349  | 399  | 367  | 363  | 366  | 368  | 369  |
|               | 1968 | 1982 | 1990 | 2006 | 2013 | 2015 | 2017 | 2019 | 2020 | 2022 |